# Ngeno Kipngetich
Alex Ngeno Kipngetich (Contea di Bomet, 17 agosto 2000) è un mezzofondista keniota vincitore della medaglia d'argento ai Giochi panafricani negli 800 metri piani.

## Progressione

### 800 metri piani
| Stagione | Misura  | Luogo      | Data      | Rank. Mond. |
| -------- | ------- | ---------- | --------- | ----------- |
| 2024     | 1'44"07 | Nairobi    | 6-3-2024  |             |
| 2023     | 1'44"21 | Nairobi    | 8-7-2023  |             |
| 2022     | 1'47"29 | Nairobi    | 22-5-2022 |             |
| 2021     | 1'47"54 | Nairobi    | 6-2-2021  |             |
| 2020     |         |            |           |             |
| 2019     | 1'44"57 | Nairobi    | 13-9-2019 |             |
| 2018     | 1'46"45 | Tampere    | 15-7-2018 |             |
| 2017     |         | Kortrijk   | 8-7-2017  |             |
| 2016     | 3'39"84 | Barcellona | 8-6-2016  |             |
| 2015     | 3'37"08 | Matarò     | 18-7-2015 |             |
| 2014     | 3'45"72 | Nanchino   | 24-8-2014 |             |

## Palmarès
| Anno | Manifestazione      | Sede     | Evento      | Risultato  | Prestazione | Note                          |
| ---- | ------------------- | -------- | ----------- | ---------- | ----------- | ----------------------------- |
| 2018 | Mondiali U20        | Tampere  | 800 m piani | Argento    | 1'46"45     | Miglior prestazione personale |
| 2019 | Africani U20        | Abidjan  | 800 m piani | Oro        | 1'45"25     | Miglior prestazione personale |
| 2019 | Mondiali            | Doha     | 800 m piani | Semifinale | 1'46"61     | [ 1 ]                         |
| 2023 | Mondiali            | Budapest | 800 m piani | Semifinale | 1'45"56     | [ 2 ]                         |
| 2024 | Giochi panafricani  | Accra    | 800 m piani | Argento    | 1'45"73     | [ 3 ]                         |
| 2024 | Giochi panafricani  | Accra    | 4x400 m     | 5º         | 3'03"09     | [ 4 ]                         |
| 2024 | Campionati africani | Douala   | 800 m piani | Oro        | 1'45"02     |                               |
| 2025 | Mondiali indoor     | Nanchino | 800 m piani | Semifinale | 1'47"53     |                               |

## Campionati nazionali
- 1 volta campione nazionale keniota degli 800 metri piani (2023)

2019
- 4º ai campionati kenioti (Nairobi), 800 metri piani - 1'45"50

2022
- 6º ai campionati kenioti (Nairobi), 800 metri piani - 1'48"98

2023
- Oro ai campionati kenioti (Nairobi), 800 metri piani - 1'44"90